# بلدة فرانكينلوست (ميشيغان)
فرانكينلوست (بالإنجليزية: Frankenlust Township, Michigan)‏ هي بلدة تقع بولاية ميشيغان في الولايات المتحدة. تبلغ مساحتها 59.7 (كم²)، وترتفع عن سطح البحر 182 م، بلغ عدد سكانها 3562 نسمة في عام تعداد الولايات المتحدة 2010 حسب إحصاء مكتب تعداد الولايات المتحدة وتصل الكثافة السكانية فيها 65.3 نسمة/كم2.

## وصلات خارجية
- www.frankenlust.com
- The US50 - Cities and Towns in Michigan State
- Michigan Cities and Towns, Facts, Map, Flag, Colleges, Government, and More